# 大原進
大原 進（おおはら すすむ、1932年 - ）は、日本の経済学者。東京生まれ。1954年東京外国語大学英米語科卒、日本経済新聞社入社、1963年ワシントン特派員、1968年外報部次長、1973年「英文日経」編集長、1986年日本経済新聞アメリカ社長。1995年北陸大学客員教授、1999年東北文化学園大学総合政策学部教授。2003年退職、客員教授。

## 著書
- IMF体制とEEC 通貨面からみた新欧州の挑戦 （東洋経済新報社 1963年）
- ビッグ・アップル ニューヨークは楽しい （総合法令 1993年7月）

## 共編著
- クリントンの米国経済（編著 日本経済新聞社 1993年1月）
- 世界の紛争 イスラム・アメリカ対立の構図 （小山茂樹共著 東京書籍 2002年3月）

## 翻訳
- 現代の経済論争 （J・K・ガルブレイス 太田哲夫共訳 論争社（ぺりかん新書） 1962年）
- 興奮をつくりだせ アメリカ大統領の選挙運動 （ジェリー・ブルーノ、ジェフ・グリーンフィールド サイマル出版会 1972年）
- 株式会社日本 政府と産業界の親密な関係 （米国商務省編 吉田豊明共訳 サイマル研究会 1972年）
- ビジネス犯罪 うますぎた商談 （ウォール・ストリート・ジャーナル編 青木栄一共訳 日本経済新聞社 1976年）
- セブン・シスターズ 不死身の国際石油資本 （アンソニ・サンプソン 青木栄一共訳 日本経済新聞社 1976年 のち講談社文庫）
- 資本主義はゼロ成長でも生き残る （H.N.ウッドワード 日本経済新聞社 1977年6月）
- 日曜日の世界経済読本 （アンナ・サンダー 日本経済新聞社 1980年11月）
- イスラムの核爆弾 中東に迫る大破局 （スティーブ・ワイスマン、ハーバート・クロスニー 日本経済新聞社 1981年11月）
- アメリカ市民が見た日本企業 期待される企業市民像 （ダニエル・ボブ 青木栄一共訳 日本経済新聞社 1991年4月）
- ナンバーワン企業の法則 カスタマー・インティマシーで強くなる （マイケル・トレーシー、フレッド・ウィアセーマ 日本経済新聞社 1995年9月 のち文庫）
- 支配者を支配せよ 選挙/選挙後 （カレル・ヴァン・ウォルフレン 毎日新聞社 1996年10月）
- なぜ日本人は日本を愛せないのか この不幸な国の行方 （カレル・ヴァン・ウォルフレン 毎日新聞社 1998年3月）
- グローバル資本主義の危機 「開かれた社会」を求めて （ジョージ・ソロス 日本経済新聞社 1999年1月）
- 思考スピードの経営 デジタル経営教本 （ビル・ゲイツ 日本経済新聞社 1999年4月 のち文庫）

## 参考
- 著書掲載の紹介文[要追加記述]